# ناحیه ساوت‌وست، شهرستان کرافورد، ایلینوی
ناحیه ساوت‌وست (به انگلیسی: Southwest Township) یک منطقهٔ مسکونی در ایالات متحده آمریکا است که در شهرستان کروفورد، ایلینوی واقع شده‌است. ناحیه ساوت‌وست ۱۴۷ متر بالاتر از سطح دریا واقع شده‌است.